# Список Народных героев Югославии/Города и организации
В настоящем списке в алфавитном порядке представлены все города (8) и организации (4), награждённые югославским орденом Народного героя.

## Список городов-героев
| № п/п | Название | Республика               | Дата награждения |
| ----- | -------- | ------------------------ | ---------------- |
| 1     | Белград  | СР Сербия                | 20 октября 1974  |
| 2     | Загреб   | СР Хорватия              | 7 мая 1975       |
| 3     | Любляна  | СР Словения              | 7 мая 1975       |
| 4     | Нови-Сад | САК Воеводина, СР Сербия | 7 мая 1975       |
| 5     | Прилеп   | СР Македония             | 7 мая 1975       |
| 6     | Приштина | САК Косово, СР Сербия    | 7 мая 1975       |
| 7     | Дрвар    | СР Босния и Герцеговина  | 17 мая 1974      |
| 8     | Цетине   | СР Черногория            | 7 мая 1975       |

## Список организаций-героев
| № п/п | Название                                          |
| ----- | ------------------------------------------------- |
| 1     | Ассоциация бойцов Народно-освободительной войны   |
| 2     | Ассоциация участников Гражданской войны в Испании |
| 3     | Союз коммунистической молодёжи Югославии          |
| 4     | Окружной комитет СКМЮ в Дрваре                    |